# Aeroportul Bartica
Aeroportul Bartica (IATA: GFO, ICAO: SYBT) este un aeroport din Cuyuni-Mazaruni, Guyana ce deservește zona Bartica⁠(d). A fost numit după zona deservită.
Situat la o altitudine de 46 m, aeroportul dispune de o singură pistă.